# Las Palmas de Gran Canaria
Uradno Las Palmas de Gran Canaria (špansko: [las ˈpalmas ðe ɣɾaŋ kaˈnaɾja]) ali samo Las Palmas (špansko: [las ˈpalmas]), je špansko mesto in glavno mesto otoka Gran Canaria, na Kanarskih otokih, v Atlantskem oceanu.
Je glavno mesto Kanarskih otokov (skupaj s Santa Cruz de Tenerife) in najbolj naseljeno mesto v avtonomni skupnosti Kanarskih otokov ter deveto največje mesto v Španiji s 381.223 prebivalci leta 2020. Je tudi peto najbolj naseljeno mestno območje v Španiji in (odvisno od virov) deveto ali deseto najbolj naseljeno metropolitansko območje v Španiji.
Las Palmas je na severovzhodnem delu otoka Gran Canaria, približno 150 km zahodno od maroške obale v Atlantskem oceanu. Las Palmas doživlja vroče puščavsko podnebje, ki ga izravna lokalni hladnejši Kanarski tok, s toplimi temperaturami skozi vse leto. Ima povprečno letno temperaturo 21,2 °C.
Mesto je bilo ustanovljeno leta 1478 in je do 17. stoletja veljalo za dejansko (brez pravnega in resničnega priznanja) glavno mesto Kanarskih otokov. Je dom kanarskega predsedniškega ministrstva (ki si ga deli v štiriletnem mandatu s Santa Cruz de Tenerife), pa tudi polovice ministrstev in odborov kanarske vlade ter višjega sodišča Kanarskih otokov.

## Zgodovina
Mesto je ustanovil Juan Rejón 24. junija 1478 z imenom Real de Las Palmas. Rejón je bil vodja invazivne kastiljske vojske, ki se je nato zapletla v vojno z domačini.
Vojna se je začela ob ustju soteske Guiniguada, kjer se je skupaj s svojimi 30 vojaki naselil El Real de Las Palmas, ki je danes okrožje Vegueta.
Boj je trajal pet let in zahteval veliko življenj, zlasti pri staroselcih, ki niso imeli dovolj sredstev za obrambo pred vojskami, ki sta jih poslala katoliška monarha. Kljub temu je bil odpor silovit. Osvajanje se je končalo leta 1483, ko je Pedro de Vera vključil otok pod kastiljsko krono, ko mu je uspelo podjarmiti domorodce Gáldarja na severozahodu otoka.
20. novembra 1485 je bila škofija prenesena iz El Rubicóna (Lanzarote) v Real de Las Palmas. Pomen mesta je postopoma rasel z ustanovitvijo škofije Kanarskih otokov, prvega sodišča Svete inkvizicije, kraljevega sodišča Kanarskih otokov in rezidence generalnih kapitanov Kanarskih otokov. Čeprav prestolnica, kot jo razumemo od 19. stoletja naprej, kot taka na otočju ni obstajala, glede na to, da je bila rezidenca generalnega kapitana v Las Palmasu, se lahko šteje, da je bila to prestolnica Kanarskih otokov v delu 16. in 17. stoletja; kasneje, čeprav brez pravnega ali pravega pomena, je še naprej veljala za častno prestolnico kanarskega arhipelaga.
Leta 1492 se je Krištof Kolumb zasidral v pristanišču Las Palmas zaradi popravila krmila svoje ladje Pinta in preživel nekaj časa na sosednjem otoku na svojem prvem potovanju po Ameriki. Tam se je ustavil tudi na poti nazaj v Španijo. Po njem je poimenovana hiša Colón - muzej v mestnem okrožju Vegueta.
Leta 1595 je Francis Drake poskušal opleniti mesto, kar je privedlo do bitke pri Las Palmasu. Nizozemski napad pod vodstvom viceadmirala Pietra van der Doesa leta 1599 je bil le nekoliko uspešnejši; del mesta je bil uničen, vendar so bili napadalci odbiti.
Pristanišče Las Palmasa, Puerto de la Luz (mednarodno znano kot pristanišče La Luz), katerega gradnja se je začela leta 1883, je igralo pomembno vlogo pri modernizaciji mesta in pospešilo njegov napredek. Pristanišče je imelo velike koristi od zaprtja Sueškega prekopa med sueško krizo. V tem času se je v mesto preselilo veliko tujih delavcev.
Leta 1927 je bila provinca Kanarski otoki razdeljena na dve provinci: Santa Cruz de Tenerife in Las Palmas. Las Palmas de Gran Canaria je postal glavno mesto slednjega in združil otoke Gran Canaria, Lanzarote in Fuerteventura.
Las Palmas je pobrateno mesto San Antonia v Teksasu v ZDA, ki ga je leta 1718 ustanovilo približno 25 Kanarcev.

## Upravna delitev
Las Palmas je razdeljen na pet upravnih okrožij, ki so nato razdeljena na okraje, ki niso nujno v skladu s tradicionalnimi soseskami.
| Št. | Okrožje                    | Št. prebivalcev |
| --- | -------------------------- | --------------- |
| 1   | Vegueta, Cono Sur y Tafira | 73.243          |
| 2   | Centro                     | 88.546          |
| 3   | La Isleta-Puerto-Canteras  | 71.412          |
| 4   | Ciudad Alta                | 101.684         |
| 5   | Tamaraceite-San Lorenzo    | 39.191          |

## Geografija
Mesto ima štiri glavne plaže: Las Canteras, Las Alcaravaneras, La Laja in El Confital.
- Playa de Las Canteras (Plaža Las Canteras) je največja plaža v mestu, ki jo skozi vse leto obiskujejo tako prebivalci mesta kot tudi veliko število tujih obiskovalcev. Plaža leži na zahodni strani preliva Guanarteme, ki povezuje polotok La Isleta, ki je na severovzhodu, s preostalim delom otoka Gran Canaria. 3100 m dolga plaža je obrnjena proti severozahodu v tako imenovanem zalivu Confital in se razteza od vznožja La Islete do malo pred izlivom v grapo Tamaraceite. Vzdolž večjega dela te dolžine je plaža zaščitena pred večino valov in tokov Atlantika z naravno pregrado iz koralnega peščenjaka, popularno znanega kot bar, ki je od obale oddaljena za plavanje. Uveden je bil sistem za ravnanje z okoljem, plaža pa je prejela certifikat ISO 14001 – ena od le treh plaž v Španiji, ki so to storile, in sicer La Concha v San Sebastiánu in La Victoria v Cádizu. Znotraj plaže poteka Paseo de Las Canteras, široka promenada za pešce ali pločnik, ki poteka vzporedno s plažo od blizu Auditoria Alfredo Kraus do območja, znanega kot Puntilla, dokler ne doseže Playa del Confital. La Playa de Las Canteras pokriva tri območja, ki ustrezajo lokom in pregibom, ki jih vodi na obali. Vsak ima določene morfološke značilnosti.[18]

- Playa de Las Alcaravaneras (plaža Las Alcaravaneras) se razteza od vzpenjajoče se strani preliva Guanarteme, starega pljuska peščenih sipin in gora, ki povezuje polotok La Isleta, ki je na severovzhodu, s preostalim delom otoka Gran Canaria. Razteza se od Real Cluba Náutico de Gran Canaria do novega valobrana marine v mestu, za nekaj več kot 800 metrov drobnega zlatega peska.[19] Celotna plaža je oskrbovana s promenado, ki se začne v Las Alcaravaneras, povezuje s Playa de San Cristobal in konča v Playa de La Laja, 16 kilometrov proti jugu. Promenada je eno od rekreacijskih območij mesta in je priljubljena med ljudmi, ki izkoristijo priložnost za sprehod, tek, šport ali kolesarjenje. Zaradi miru zaliva in jahtnih klubov v bližini obstoječe plaže je Playa de Las Alcaravaneras odličen kraj za vadbo športov, kot sta jadranje in vožnja s kanuji. Plaža ponuja tudi objekte za športe, kot so odbojka na mivki, nogomet na mivki ali futvóley (ki poleti organizira turnirje) in športe na igrišču, kot so košarka, mali nogomet in odbojka.
- Playa de la Laja (Plaža La Laja), s finim sivim peskom, je dolga približno 1200 m in ima povprečno širino 40 m.[20] Njeni zmerni valovi in tokovi niso več nevarni od izgradnje jezu na jugu v devetdesetih letih prejšnjega stoletja. Ministrstvo za okolje je takrat tudi vleklo morsko dno, da je na obalo naneslo pesek, izgradnja sprehajališča pa je bistveno izboljšala dostop pešcem. Zaradi intenzivnosti svojih potokov in prihajajočih valov je La Laja razglašena za priljubljeno plažo deskarjev.[31] Je izhodišče za dirke s čolni, ki potekajo vsak vikend med aprilom in oktobrom.[20] It is the starting point for boat races that occur every weekend between April and October.[21]
- Playa del Confital (Plaža Confital), jugozahodno od polotoka La Isleta, je severni del velikega zaliva, ki vsebuje Playa de Las Canteras in Playa del Confital. Medtem ko je Playa de Las Canteras dolga in široka peščena plaža, je Playa del Confital ožja in večinoma trda vulkanska plaža, opremljena z udobnimi pešpoti in velikimi, poševnimi kamnitimi ploščami, primernimi za sprostitev, vadbo in sončenje. Napredno deskanje zunaj plaže nadomesti plavanje kot glavna vodna aktivnost na Playi del Confital. Do pred nekaj leti je bila plaža dom majhnega barakarskega mesta, ki je bilo od takrat izkoreninjeno in zemljišče Playa del Confital vrnjeno v splošno, javno uporabo. Izboljšave, ki so sledile, pa so se izkazale za sporne, saj so nekatere okoljevarstvene organizacije in prebivalci so dvomili v zakonitost postopka. Valovi, ki prihajajo na plažo, so zelo cenjeni tako med amaterskimi kot profesionalnimi deskarji, nekateri med njimi menijo, da ima Confital enega najboljših desnih valov v Evropi.[22] Tukaj oceanski tokovi tvorijo cev, ki jo zaradi hitrosti in močnih kontrastov uporabljajo bolj izkušeni deskarji. Vsako leto na tej plaži potekajo kvalifikacije za svetovno profesionalno prvenstvo v deskanju.

### Podnebje
Las Palmas ima vroče puščavsko podnebje (BWh) s toplimi suhimi poletji in dovolj toplimi zimami, da ga lahko uvrstimo med tropsko podnebje. Njegova povprečna letna temperatura je 21,2 °C – 28 °C  podnevi in 18 °C ponoči. V januarju, najhladnejšem mesecu, se temperatura čez dan običajno giblje od 19 do 23 °C (in včasih tudi višje), ponoči pa okoli 15 do 16 °C, s povprečno temperaturo morja 20 °C. V najtoplejših mesecih – avgustu in septembru – se temperatura običajno giblje od 27 do 30 °C podnevi, nad 21 °C ponoči, s povprečno temperaturo morja pri 23 °C. Velika nihanja temperature so redka.
Avgust 1990 je bil najtoplejši mesec v zgodovini, s povprečno najvišjo temperaturo meseca čez dan 30,6 °C. Najvišja kdaj koli zabeležena temperatura je bila 44,2 °C, najnižja kdaj koli zabeležena temperatura pa 9,4 °C. Največja doslej zabeležena hitrost vetra je bila 28. novembra 2005, in sicer 113 km/h (70,21 mph). Mesto Las Palmas še nikoli ni zabeležilo snega ali žledu.
Povprečna letna relativna vlažnost je 66 %, od 64 % v marcu do 69 % v oktobru. Število letnih sončnih ur je nad 2.800 na leto, od okoli 190 pozimi (povprečno šest ur na dan) do okoli 300 poleti (povprečno 10 ur na dan). V povprečju dežuje le 22 dni na leto, s skupno količino padavin na leto le 151 mm.

## Arhitektura
- Kaldera Bandama (naravni spomenik Bandama) v Santa Brígidi v Las Palmasu je del zavarovane krajine Tafira. Velja za geološko zanimivo točko zaradi kaldere de Bandama: ta vulkanska kaldera doseže 569 m  nadmorske višine na najvišji točki na svojem robu, Pico de Bandama, in je široka približno 1000 m in 200 m globoka. Strma hoja do dna kaldere traja približno pol ure. Vulkanskega pepela različnih barv je v izobilju, nekaj zanimivih botaničnih vrst pa izvira s Kanarskih otokov. Obstajajo tudi prostori za hrano in osvežilne pijače.
- Arheološka najdišča v Santa Brígidi. V dolini La Angostura in Las Meleguinas se najde številne sledi domorodnih kanarčkov, ki so spodbudili razglasitev območja za kulturno, kot skupine jam, vklesanih v skalo, skladišča ali pločnike. Na arheološkem najdišču El Tope, odkritem 16. julija 1988, se vidi ostanke, ki kažejo na obstoj grobne gomile, pa tudi keramiko, lončenino in nenavadne pintadere.[25] Na severni steni Caldera de Bandama je Cueva de los Canarios, ki so jo staroselci uporabljali kot kaščo. Odkriti so bili libijsko-berberski napisi, ki so pripadali starodavnim avtohtonom Gvančem, in nekatere posode (ki so zdaj v Museo Canario). Tudi na istem območju v steni vulkana je Cueva de Los Frailes leta 1933 je bil odkrit niz 37 jam.
- Cerkev San Juan Bautista (zaradi svoje velikosti vulgarno znana tudi kot Catedral de Arucas), ki so jo lokalni zidarski mojstri v celoti zgradili iz kamna Arucas, in je iz leta 1909 (začetna konfiguracija iz 17. stoletja). Poleg bogastva izrezljanih kamnitih stebrov in glav stebrov je tu tudi nekaj čudovitih vitrajev, dela slikarja s Kanarskih otokov Cristobala Hernandeza de Quintane in izjemna rezbarija Ležečega Kristusa Manuela Ramosa.[26]
- Jardín de la Marquesa de Arucas – Botanični vrt v Arucasu.
- Iglesia de San Juan Bautista de Telde je pravo duhovno središče Teldeja. Staro cerkev, ki je na istoimenskem trgu in je bila ustanovljena leta 1483, je v času ustanovitve mesta postavila družina Garcia del Castillo. Še vedno ima prvotni prehod, primer seviljsko-portugalske gotske arhitekture. Stolpi pa so primer neogotske gradnje zgodnjega 20. stoletja. Prava čudesa so v notranjosti stavbe: Kristusov kip na glavnem oltarju, ki so ga iz koruznega testa naredili mehiški Indijanci Purépecha in so ga sem prinesli pred letom 1550, glavni oltar v flamski gotiki, ki je izpred leta 1516, in triptih Device Marije, prinesene iz Flandrije, prav tako v 16. stoletju, ki prikazuje pet verskih prizorov.[27]
- Basílica de Nuestra Señora del Pino v Terorju iz leta 1760.
- Arheološka najdišča v Teldeju. Telde ima 101 arheološko najdišče in 709 predmetov etnografskega pomena. V zvezi z domorodnimi vezanimi vlogami se vsako leto poveča njihovo število ali odkrijejo nove vidike starih polj, vendar je večina v slabem stanju in mnoga izginjajo. Nekatera najvidnejša so obalno mesto Tufia, ki je v dobrem stanju in so ga arheologi obsežno izkopali; Jama štirih vrat, Telde, velika jama s štirimi vrati, ki je na vrhu gore; almogarén (verska posoda) na vrhu; trogloditska vas s skupnim hlevom zadaj, jami Tara in Cendro, ostanki starodavnega središča prebivalstva, mesto Draguillo na meji z Ingeniom, Las Cuevas Chalasia, ki je sestavljen iz labirinta niza umetnih jam, povezanih s tuneli in impresivna nekropola Jinámar, ki vključuje več kot 500 grobnic različnih vrst, ki pripadajo starem kanarčanom.
- Basílica de San Juan Bautista v Teldeju
- Basílica de Nuestra Señora del Pino v Terorju iz leta 1760.
- Palacete Rodriguez Quegles, eklektična modernistična graščina s preloma 20. stoletja, je prizorišče razstav in drugih kulturnih dogodkov ter središče za usklajevanje dogodkov po mestu.[28]
- Auditorio Alfredo Kraus, imenovan po svetovno znanem španskem opernem tenoristu Alfredu Krausu, ki se je rodil v Las Palmasu, je ob Atlantiku, v bližini Playa de Las Canteras, enega najbolj privilegiranih predelov mesta. Njegova 13.200 m² tlorisna površina ima 11 prostorov, ki sprejmejo od velikih kongresov in koncertov do konferenc.